# Lenka Termerová
Lenka Termerová (Hradec Králové, Csehszlovákia, 1947. július 12. –) cseh színésznő. Ismertségét az 1977-ben forgatott Nők a pult mögött című filmsorozat hozta meg számára, ahol a dadogós zöldségeslány Jiřinka szerepét töltötte be.

## Élete
Miután lediplomázott egy kis csehországi városban, Ostravában kezdett el színészkedni, majd Prágába ment, ahol a Stúdió Ypsilon nevű társulat tagja lett. Férje Móric Issa, televíziós rendező. Lánya Marha Issová, szintén színésznő. 2008-ban cseh Arany oroszlán díjjal jutalmazták a legjobb női mellékszereplő kategóriában.

## Külső hivatkozások
- Lenka Termerová a PORT.hu-n (magyarul)
- Lenka Termerová az Internetes Szinkronadatbázisban (magyarul)
- Lenka Termerová az Internet Movie Database-ben (angolul)
- Lenka Termerová a cseh Film adatbázis adatlapján
- Lenka Termerová a Kinobox.cz oldalon